# Judith Westphalen
Pour les articles homonymes, voir Westphalen.
Judith Ortiz Reyes de Westphalen, née à Catacaos (Pérou) le 2 juin 1922 et morte à Rome le 31 décembre 1976, est une artiste peintre péruvienne.
Fille de José Ortiz et Zoila Reyes, c'est une artiste autodidacte, pionnière de l'art abstrait au Pérou. 

## Biographie
Après avoir participé à une exposition collective à Viña del Mar en 1946, elle fait sa première exposition individuelle dans la salle Bach de Lima (1947). Elle vit et travaille en compagnie de son époux, l'écrivain Emilio Adolfo Westphalen, à Lima, New York, Los Boliches, Florence et Rome.
Elle participe, en 1966 à Lima, à la première édition du salon de peinture de la Fundación para las artes présidée par le peintre Herman Braun-Vega.
Ses œuvres ont inspiré des poètes comme Rafael Alberti, Murilo Mendes ou Javier Sologuren ainsi que du peintre péruvien Fernando de Szyszlo[réf. nécessaire].
Une rétrospective de son travail a été présentée de juin à août 2007 dans les Galeries de la Municipalité de Miraflores (Lima, Pérou).
À l'occasion du centenaire de sa naissance, une exposition intitulée Pièges pour la lumière a été organisée à la Galerie d'Arts Visuels de l'Université Ricardo-Palma à Lima du 5 au 30 août 2022.